# Pechipogo pectitalis
Pechipogo pectitalis là một loài bướm đêm trong họ Noctuidae.